# St. Andreas (Sottrum)

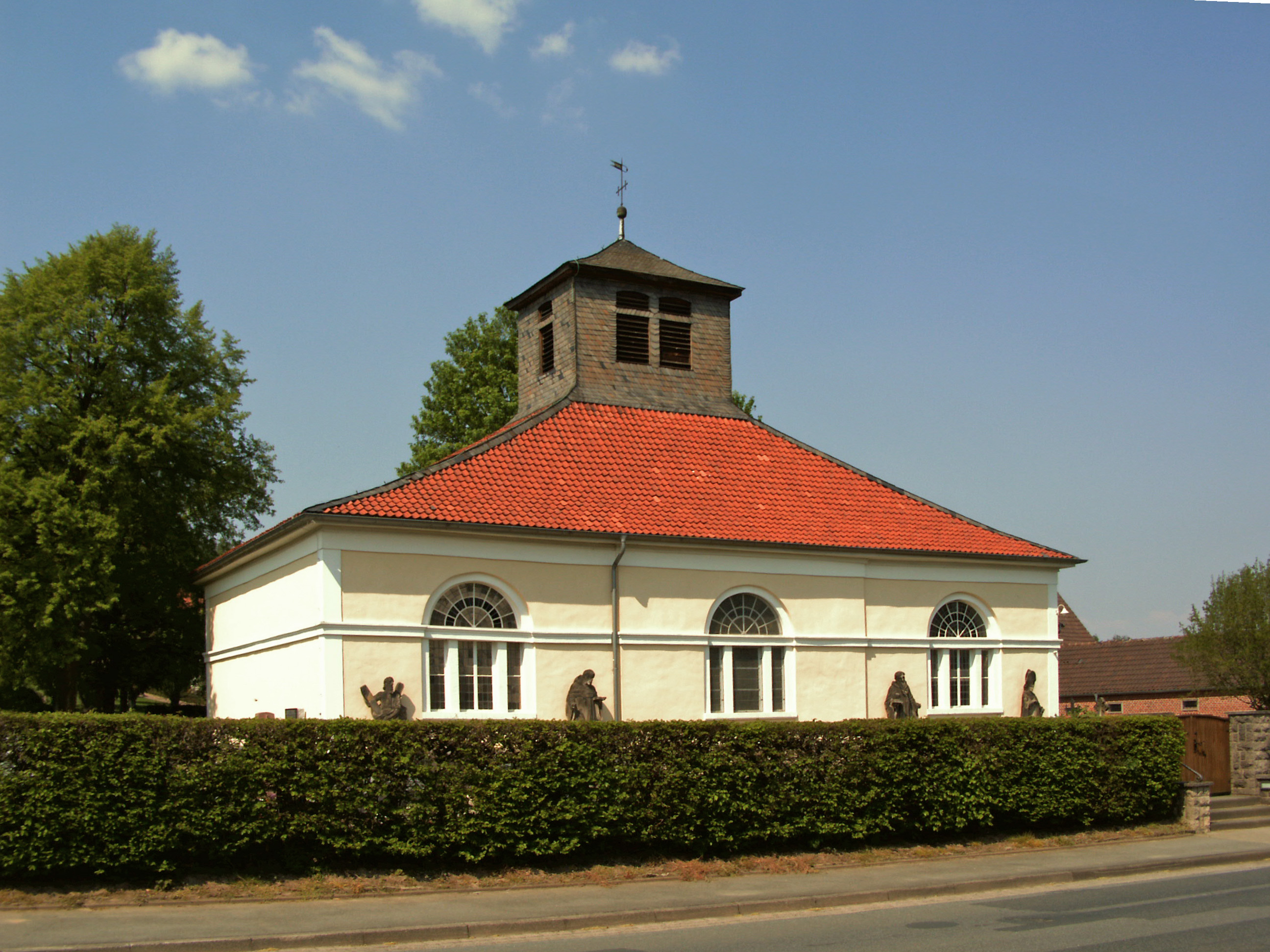
St. Andreas

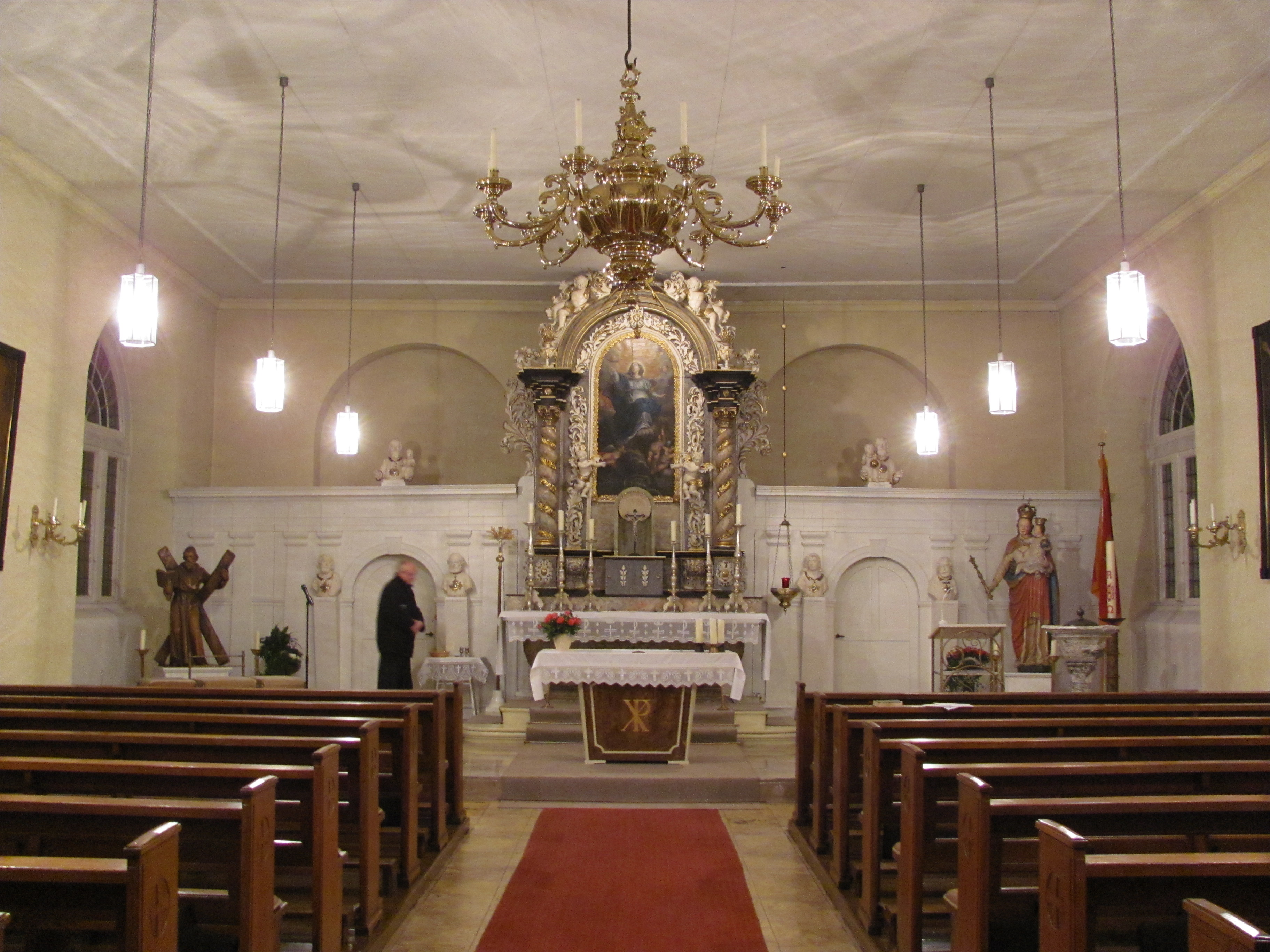
Innenraum

Die römisch-katholische denkmalgeschützte Kirche St. Andreas, die am 2. August 1818 durch Fürstbischof Franz Egon von Fürstenberg geweiht wurde, steht in Sottrum, einem Ortsteil der Gemeinde Holle im Landkreis Hildesheim in Niedersachsen. Die Kirchengemeinde gehört, nachdem sie als Pfarrei aufgelöst wurde, zur neu gegründeten Pfarrei von St. Hubertus (Wohldenberg) im  Dekanat Alfeld-Detfurth des Bistums Hildesheim.

## Geschichte
Die mittelalterliche Dorfkirche von Sottrum war seit dem 14. Jahrhundert dem Kloster Derneburg inkorporiert. 1542 führten die welfischen Herzöge, die seit der Hildesheimer Stiftsfehde das Gebiet beherrschten, im Kloster und in den Dorfkirchen die Reformation ein. Nach der Wiederherstellung des Hochstifts Hildesheim in den alten Grenzen 1643 wurde das Kloster wieder mit Zisterziensern besetzt, die Dorfkirchen blieben jedoch lutherisch. Für die Katholiken der Region wurde die Derneburger Klosterkirche St. Andreas Amtspfarrkirche.
Nach der Aufhebung des Klosters Derneburg wurden dessen Gebäude und Ländereien verkauft. Die Klosterkirche wurde 1815 säkularisiert, ausgeräumt und größtenteils abgerissen; die Reste wurden später in Laves’ Schlossbau einbezogen. Als Ersatz finanzierte die Klosterkammer Hannover den klassizistischen Kirchenneubau im nahen Dorf Sottrum, für den das Andreas-Patrozinium von Derneburg übernommen wurde.

## Beschreibung
Die Saalkirche wurde 1817 (Inschrift Wetterfahne) zusammen mit Schulhaus und Pfarrhaus nach einem Entwurf von Chausseebau-Inspector Franz Wilhelm Joachim Frische im Auftrag der provisorischen Stiftsgüter-Verwaltungs-Kommission in Hildesheim errichtet. Die klassizistische Kirche auf rechteckigem Grundriss mit verputzten Fassaden ist mit einem Zeltdach bedeckt, auf dessen Spitze sich ein rechteckiger, schiefergedeckter Dachreiter erhebt, dessen Zeltdach von einer Turmkugel mit Wetterfahne gekrönt ist. 
Vor den Thermenfenstern der Südfassade stehen vier überlebensgroße barocke Sandsteinstatuen von Heiligen: Apostel Andreas, Benedikt von Nursia, Bernhard von Clairvaux und Servatius von Tongern. Diese und Teile der barocken Innenausstattung stammen aus der Klosterkirche Derneburg.